# Nokia Lumia 730
Das Nokia Lumia 730 Dual-SIM und das Lumia 735 sind Smartphones des finnischen Unternehmens Microsoft Mobile, die zur Internationalen Funkausstellung im September 2014 zusammen mit dem Lumia 830 vorgestellt wurden.

## Hardware

### Lumia 730 Dual-SIM
Das Nokia Lumia 730 Dual-SIM besitzt ein 4,7 Zoll großes OLED-Display mit einer Auflösung von 1280 × 720 Pixeln (316 PPI). Als System-on-a-Chip kommt der Qualcomm Snapdragon 400 zum Einsatz, der über 4 Prozessorkerne mit einer Taktfrequenz von je 1,2 Gigahertz verfügt. Diesem stehen 1 Gigabyte an LPDDR2-Arbeitsspeicher und 8 Gigabyte an Massenspeicher zur Seite.
Die Digitalkameras des Lumia 730 Dual-SIM lösen mit 6,7 Megapixeln auf der Rückseite auf (f/1.9-Blende, Full HD-Videoaufnahme in bis zu 30 fps) und 5 Megapixeln auf der Vorderseite.
Der Lithium-Ionen-Akkumulator des Lumia 730 Dual-SIM ist 2200 mAh groß, der über microUSB 2.0 geladen werden kann.
In das Lumia 730 Dual-SIM können zwei SIM-Karten eingesetzt werden (Dual-SIM).

### Lumia 735
Das Lumia 735 ist dem Lumia 730 Dual-SIM weitestgehend identisch, besitzt jedoch LTE-Funktionalität und Wireless-Charging über den Qi-Standard, verzichtet jedoch auf die Dual-SIM-Funktionalität.

### Design
Sowohl das Lumia 730 Dual-SIM als auch das Lumia 735 besitzen einen austauschbaren Akkudeckel aus Polycarbonat in den Farben grau, schwarz, grün, orange und cyan.

## Software

### Betriebssystem
Auf dem Lumia 730 Dual-SIM bzw. dem Lumia 735 ist Microsoft-Mobile-Betriebssystem Windows Phone 8.1 in der Version 8.1 Update 1 vorinstalliert. Ein Upgrade auf dessen Nachfolger Windows 10 Mobile ist über die Upgrade Advisor-App möglich.

## Besonderheiten
- Eine Besonderheit ist die 5-Megapixel-Frontkamera, da Nokia bzw. Microsoft Mobile ausschließlich Sensoren mit Auflösungen von bis zu 1,3 Megapixeln auf der Front einbaute.
- Das Nokia Lumia 735 war in den USA unter dem Namen Microsoft Lumia 735 erhältlich und verfügte über das Microsoft-Branding.[3]